# Il gioco (film 1999)
Il gioco è un film italiano del 1999 diretto da Claudia Florio.

## Trama
Michela è una giovane attrice, amica di Corinna, fotografa. Un giorno, Michela conosce Mark, un inquietante critico d'arte, propone a Michela una parte strana in un suo film. Tino, fidanzato di Corinne, è  preoccupato per quanto sta accadendo.